# Dana Kimmell
Dana Kimmell Anderson (Texarkana, 26 de outubro de 1959) é uma atriz, ex-modelo e empresária norte-americana. Ela é mais conhecida por sua atuação no filme de terror Friday the 13th Part III (1982), no qual desempenhou o papel da protagonista Chris Higgins, e também interpretou uma personagem coadjuvante no longa-metragem de ação Lone Wolf McQuade (1983). Na televisão, apareceu em papéis recorrentes em programas como Days of our Lives e Diff'rent Strokes.
Entre 1977 e o final dos anos 1980, ela teve participações especiais em episódios de várias telesséries, entre as quais Charlie's Angels, T.J. Hooker, The A-Team, Dynasty e Hunter, além de atuar em alguns telefilmes. Posteriormente, manteve-se afastada de sua carreira no entretenimento por um longo período. A partir da década de 2000, voltou a aparecer esporadicamente na mídia, concedendo entrevistas em vídeo sobre os filmes que estrelou, incluindo uma participação no documentário Crystal Lake Memories: The Complete History of Friday the 13th (2013). Foi indicada ao Young Artist Award em duas ocasiões.

## Vida e carreira

### Primeiros anos
Kimmell nasceu em 1959 em Texarkana, Arkansas, filha de Dolores e W. Dane Kimmell. Cresceu em Kingsburg, Califórnia, onde frequentou a escola primária até sua família mudar-se para Center, no Texas. Em 1974, ela foi uma das oito entre 20 000 jovens selecionadas pela revista Teen para fazer modelagem em Hollywood por uma semana e, no ano seguinte, estampou uma capa dessa revista. Em seu último ano do ensino médio, retornou a Kingsburg, onde se formou na Bullard High School em Fresno (Califórnia) como oradora da classe em 1977 e assinou contrato com a agência de modelos de Nina Blanchard. Kimmel começou a atuar em eventos artísticos locais, participando de vários concursos de talentos e programas orientados para escolas e igrejas. Obteve um agente após a formatura e fez sua estreia como atriz profissional na telessérie Charlie's Angels (1977). Ela frequentou a Universidade da Califórnia por dois anos antes de abandonar o curso para se concentrar em sua carreira de atriz.

### Carreira cinematográfica
Kimmell começou a trabalhar no cinema em Sweet Sixteen, slasher filmado em 1982 e lançado nos Estados Unidos no ano seguinte. Ela descreve o roteiro que leu inicialmente como um "ótimo filme de família", mas alega que o diretor Jim Sotos convenceu a atriz Aleisa Shirley a fazer cenas de nudez após o término das filmagens, o que rendeu ao filme uma classificação R (restrito ao público adulto) da Motion Picture Association of America. Os esforços de Kimmell para expressar suas queixas passaram despercebidos, de modo que Sotos pediu-lhe para "nomear uma atriz que fez isso sem tirar a blusa", o que levou Kimmell a definir diretrizes para si mesma ao realizar projetos: sem nudez e palavrões. Por se tratar de uma produção independente, ela não tinha certeza se o filme seria escolhido por uma grande distribuidora.
Seu papel em Sweet Sixteen chamou a atenção de um dos financiadores do filme de terror Friday the 13th Part III (1982). O produtor Frank Mancuso Jr. e o diretor Steve Miner entraram em contato com ela e pediram-lhe que estrelasse o filme no papel da protagonista Chris Higgins, personagem que ela descreveu como "uma jovem universitária que leva seus amigos para as montanhas". Apesar de geralmente não gostar de violência, ela não teve problemas com as cenas de agressividade da produção, afirmando que, nesse caso, a violência não deveria ser levada a sério e serviria como "valor de choque" e entretenimento para o público.
A artista teve problemas com certas cenas de sexo que considerava desnecessárias e uma sequência do roteiro em particular, escrita para outra atriz, foi alterada quando Kimmell expressou suas objeções. Contudo, ela expressou gratidão por Friday the 13th Part III, afirmando que "não é de forma alguma um filme de terror barato" e descreveu sua personagem como um "bom papel". O longa foi um sucesso de bilheteria, arrecadando mais de 34 milhões de dólares mundialmente. Em 1983, ela apareceu em seu terceiro papel, Sally McQuade, a filha do personagem de Chuck Norris no filme de ação Lone Wolf McQuade, outro êxito comercial. Seu último trabalho cinematográfico antes de retirar-se da carreira artística foi Night Angel, lançado em 1990, um terror sobre possessão demoníaca ambientado no mundo da moda.

### Aparições na televisão
O papel mais proeminente de Kimmell na televisão foi Dawn Marshall, "a filha mais nova da família Marshall de Houston, rica em terras e petróleo", na soap opera Texas (NBC), pela qual foi creditada por 51 episódios. Ela foi selecionada para o papel de Dawn no início de 1980 e interpretou a personagem pela primeira vez em um episódio de Another World (1980), série da qual Texas é derivada. Kimmell saiu do programa quando este foi renovado para uma segunda temporada. Entre 1977 e 1988, ela teve uma carreira de quase uma década de participações especiais na televisão. Além de comerciais, apareceu em episódios de séries como Charlie's Angels (1977), Bosom Buddies (1981), The Facts of Life (1982), T.J. Hooker (1983), Happy Days (1982), Alice (1983), Dynasty (1983), Hunter (1986) e Out of This World (1988).
Além de Dawn em Texas, ela desempenhou papéis recorrentes em outras produções, incluindo as sitcoms Delta House (1979), derivada do filme National Lampoon's Animal House (1978), estrelado por John Belushi, e Diff'rent Strokes (1981-1984). Nesta última, apareceu em três episódios no papel de Michelle, amiga da personagem de Dana Plato, Kimberly Drummond. Entre 1983 e 1984, fez parte do elenco regular da soap opera Days of Our Lives, transmitida pela NBC, interpretando Diane Parker. Estrelou ainda alguns telefilmes. No drama The Stranger at Jefferson High (NBC), também conhecido por títulos como Rivals e exibido em 1981, ela apareceu como a coprotagonista Brook. Nesse mesmo ano, interpretou Lily, uma jovem envolvida em uma trama de bruxaria e poderes psíquicos, no terror Midnight Offerings.

### Outros trabalhos
Após vários anos afastada da mídia, a atriz forneceu comentários em áudio para o DVD do filme Friday the 13th Part III, disponibilizado originalmente em 2004 e relançado em 2009; ela falou sobre as filmagens e o impacto posterior da produção. No filme Capote, dirigido por Bennett Miller e lançado em 2005, Kimmell recebeu crédito como coprodutora. Em 2008, participou de dois mini-documentários sobre os bastidores de Sweet Sixteen, um material que foi apresentado como bônus do primeira edição em DVD do longa-metragem. Ela retornou ao universo do terceiro filme da franquia Friday the 13th ao ser entrevistada por Peter M. Bracke para o livro Crystal Lake Memories: The Complete History of Friday the 13th, publicado em 2006, bem como apareceu no documentário homônimo lançado diretamente em vídeo em 2013.

### Reconhecimento
Kimmell recebeu indicações ao Young Artist Award por seu trabalho em duas soap operas transmitidas pela NBC. Seu papel de Dawn Marshall em Texas rendeu-lhe uma nomeação na categoria de "Melhor jovem atriz em telessérie diurna" na segunda edição da premiação em 1982. Por sua interpretação de Diane Parker em Days of our Lives, ela foi indicada à categoria de "Melhor jovem atriz em telessérie diurna ou noturna" na sexta edição do prêmio em 1985.

### Vida pessoal e família
Kimmell é adepta da Igreja de Jesus Cristo dos Santos dos Últimos Dias. Ela entrou para a denominação cristã aos 19 anos, depois de estrelar o telefilme The Stranger at Jefferson High, produzido para a NBC por um membro dessa igreja. Dentre suas atribuições religiosas, Kimmell foi presidente da Organização das Moças, da Primária e da Sociedade de Socorro. Também na igreja conheceu John Anderson, um empreiteiro de construção, com quem se casou em 1982. Eles tiveram quatro filhos: Cody Leon (1985 - 2021), Kyle, Jenna e Haley Anderson. Após o nascimento do terceiro filho, Dana decidiu encerrar sua carreira regular na atuação.
Ela educou seus filhos em casa e, nesse processo, incorporou aulas de nível universitário ao currículo do ensino médio que aplicava e eles. Os quatro interessaram-se por música; Cody lançou um CD e, juntamente com Jenna, chegou a participar de audições para a oitava temporada do American Idol, em 2008. Além de artista musical, Cody era escritor e também serviu na Marinha e no Exército dos Estados Unidos, pelo qual esteve em ação na 101.ª Divisão Aerotransportada estacionada no Afeganistão em 2010. Longe da indústria do entretenimento, Kimmell tornou-se corretora de imóveis e passou a dirigir uma empresa de administração de imóveis no sul da Califórnia.

## Filmografia

### Cinema
| Ano  | Título                                                            | Papel         | Notas                          | Ref.   |
| ---- | ----------------------------------------------------------------- | ------------- | ------------------------------ | ------ |
| 1982 | Friday the 13th Part III                                          | Chris Higgins |                                | [ 2 ]  |
| 1983 | Sweet Sixteen                                                     | Marci Burke   | Filmado em 1982                | [ 2 ]  |
| 1983 | Lone Wolf McQuade                                                 | Sally McQuade | Creditada como Dana Kimmel     | [ 11 ] |
| 1984 | Friday the 13th: The Final Chapter                                | Chris Higgins | Filmagem de arquivo            | [ 28 ] |
| 1990 | Night Angel                                                       | Modelo        | Creditada como Dana Kimmel     | [ 11 ] |
| 2005 | Capote                                                            |               | Coprodutora                    | [ 20 ] |
| 2006 | Going to Pieces: The Rise and Fall of the Slasher Film            | Ela mesma     | Documentário                   | [ 29 ] |
| 2008 | Sweet 16: Interview with Bo Hopkins, Aleisa Shirley and Jim Sotos | Ela mesma     | Documentário de curta-metragem | [ 21 ] |
| 2008 | Sweet 16: DVD Introduction by Aleisa Shirley and Scott Spiegel    | Ela mesma     | Documentário de curta-metragem | [ 22 ] |
| 2011 | 30 Minutes or Less                                                | Chris Higgins | Filmagem de arquivo            | [ 30 ] |
| 2013 | Crystal Lake Memories: The Complete History of Friday the 13th    | Ela mesma     | Documentário em vídeo          | [ 24 ] |

### Televisão
| Ano     | Título                                | Papel                          | Notas                                      | Ref.   |
| ------- | ------------------------------------- | ------------------------------ | ------------------------------------------ | ------ |
| 1977    | Charlie's Angels                      | Holly                          | Episódio: "Pretty Angels All in a Row"     | [ 3 ]  |
| 1978    | Eight Is Enough                       | Garota popular                 | Episódio: "Milk and Sympathy"              | [ 31 ] |
| 1979    | Delta House                           |                                | Papel recorrente                           | [ 6 ]  |
| 1980    | Another World                         | Dawn Marshall                  | Papel recorrente                           | [ 6 ]  |
| 1980    | Texas                                 | Dawn Marshall                  | Papel recorrente                           | [ 6 ]  |
| 1981    | Midnight Offerings                    | Lily                           | Telefilme                                  | [ 13 ] |
| 1981    | The Stranger at Jefferson High        | Brook                          | Telefilme                                  | [ 16 ] |
| 1981    | The Return of the Beverly Hillbillies |                                | Piloto de televisão                        | [ 32 ] |
| 1981    | Bosom Buddies                         | Susan                          | Episódio: "The Reunion"                    | [ 33 ] |
| 1981    | Code Red                              | Colega da escola de Danny      | Episódio: "The Little Girl Who Cried Fire" | [ 34 ] |
| 1981    | The Facts of Life                     | Dina                           | Episódio: "New York, New York"             | [ 3 ]  |
| 1981-84 | Diff'rent Strokes                     | Michelle                       | 3 episódios                                | [ 14 ] |
| 1982    | Happy Days                            | Carla                          | Episódio: "Tell Tale Tart"                 | [ 35 ] |
| 1982    | Private Benjamin                      | Bridget                        | Episódio: "Profiles in Courage"            | [ 36 ] |
| 1983    | Fame                                  | Melanie                        | Episódio: "Love Is the Question"           | [ 37 ] |
| 1983    | Alice                                 | Diane                          | Episódio: "Tommy, the Jailbird"            | [ 3 ]  |
| 1983    | Sutters Bay                           | April Hamner; irmã de Jeff     | Especial de televisão                      | [ 32 ] |
| 1983    | T.J. Hooker                           | Lisa                           | Episódio: "The Cheerleader Murder"         | [ 3 ]  |
| 1983    | The A-Team                            | Lane Carter                    | 2 episódios                                | [ 3 ]  |
| 1983-84 | Days of Our Lives                     | Diane Parker                   | Papel recorrente (como Dana Kimmel)        | [ 15 ] |
| 1984    | His & Hers                            | Kelly Mccabe; filha de Barbara | Especial de televisão                      | [ 32 ] |
| 1984    | Dynasty                               | Emily                          | 1 episódio (quinta temporada)              | [ 38 ] |
| 1984    | Hart to Hart                          | Susan                          | Episódio: "Silent Dance"                   | [ 39 ] |
| 1985    | Hollywood Beat                        | Joeleen Beck                   | Episódio: "Baby Blues"                     | [ 40 ] |
| 1986    | Hotel                                 | Denise                         | Episódio: "Recriminations"                 | [ 41 ] |
| 1986    | You Again?                            | Julie                          | Episódio: "Plastic Dream World"            | [ 42 ] |
| 1986    | Hunter                                | Jill Tyler                     | Episódio: "From San Francisco with Love"   | [ 3 ]  |
| 1986    | The New Gidget                        | Laura                          | Episódio: "Super Gidget"                   | [ 43 ] |
| 1988    | Out of This World                     | Terri                          | Episódio: "The Three Faces of Evie"        | [ 13 ] |
| 1990    | By Dawn's Early Light                 | Esposa de Tyler                | Telefilme (como Dana Kimmel Anderson)      | [ 44 ] |